# Lombard-Effekt
Der Lombard-Effekt, nach dem französischen Wissenschaftler Étienne Lombard (1868–1920) benannt, bezeichnet die Beobachtung, dass ein Sprecher bei Vorhandensein von Hintergrundgeräuschen seine Lautstärke und meist auch seine Tonlage erhöht.
Wegen des Bedürfnisses, sich bei einem hohen Umgebungsgeräuschpegel dem Gesprächspartner trotzdem mitzuteilen, erhöht ein Sprecher nicht nur seine Lautstärke, sondern unwillkürlich auch die Tonhöhe seiner Stimmlage. Eine Erklärung dafür ist, dass sich hohe Frequenzen besser gegen Störschall durchsetzen als tiefe. Doch nicht nur bei einer eingeschränkten sozialen Rückkopplungsschleife wird der Sprecher lauter und höher, sondern auch, wenn seine eigene Rückkopplung beispielsweise durch das Tragen von Gehörabdeckung behindert wird. Dabei erhöhen sich gleichzeitig die Wortdauer und die Aussprachefrequenzen deutlich.

## Lombard-Effekt als Hilfe für Parkinson-Kranke
Eine Auswirkung der Parkinson-Krankheit ist die Neigung der Patienten, leise zu sprechen. Hier kann es unter Umständen eine Hilfe sein, Hintergrundgeräusche zu erzeugen, die beim Sprechen übertönt werden müssen. Nach dem Abschalten der Geräusche behält der Patient häufig noch einige Zeit die höhere Sprachlautstärke bei, sodass eine Unterhaltung mit ihm dann deutlich einfacher wird.

## Lombard-Effekt in der Audiometrie
Der Lombard-Effekt wird auch im Lombard-Versuch, einer audiometrischen Methode der Hals-Nasen-Ohren-Heilkunde, ausgenutzt, mit der die Simulation einer beidseitigen Taubheit oder Schwerhörigkeit aufgedeckt werden kann.